# الأمثال العامية (كتاب)
الأمثال العامية، مشروحة ومرتبة على الحرف الأول من المثل هو كتاب للباحث والمحقق المصري أحمد تيمور باشا. يضم ما يزيد على ثلاثة آلاف مثل شعبي مصري هي خلاصة ما جمعه عبر السنوات من تعبيرات شاعت على لسان المصريين في عصره وقبله.
وقد أضاف تيمور إلى الأمثال شروحًا مختصرة ساعدت على فهم معاني هذه الأمثال، ومن أمثلة ذلك شرحه للمثل الذي يقول: «عدوتى وعملت مغسلتى»، قائلًا:

## نشر الكتاب
لم ينشر كتاب «الأمثال العامية» في حياة مؤلفه، بل أصدرته بعد وفاته «لجنة نشر المؤلفات التيمورية».